# Xestia harpegnoma
Xestia harpegnoma là một loài bướm đêm trong họ Noctuidae.